# Tipula flavocostalis
Tipula flavocostalis är en tvåvingeart som beskrevs av Alexander 1921. Tipula flavocostalis ingår i släktet Tipula och familjen storharkrankar. Inga underarter finns listade i Catalogue of Life.